# Megan Jendrick
Megan Jendrick, z domu Quann (ur. 15 stycznia 1984 w Tacoma) – amerykańska pływaczka. Trzykrotna medalistka olimpijska.
Specjalizuje się w stylu klasycznym i w Sydney triumfowała na dystansie 100 metrów. Kolejne złoto dorzuciła w sztafecie 4x100 m zmiennym. Miała wówczas 16 lat i była najmłodszym amerykańskim zwycięzcą na tych igrzyskach. Drugi raz wzięła udział w igrzyskach w 2008 i zdobyła srebro w sztafecie. W 2007 była wicemistrzynią świata na 200 żabką.

## Medale olimpijskie
Sydney 2000
- 100 m żabką, 4x100 m zmiennym -  złoto

Pekin 2008
- 4x100 m zmiennym -  srebro